# Bertha Middelhauve
Bertha Middelhauve (* 9. Juni 1893 in Montabaur; † 1. Dezember 1988 in Opladen) war eine deutsche Politikerin.

## Morsbroich
Der Name Bertha Middelhauve ist untrennbar verbunden mit dem Museum Schloss Morsbroich in Leverkusen. Auf ihre Initiative hin wurde es 1951 gegründet, in einer Zeit, als die zeitgenössische, nicht figurative Kunst in einer heute kaum mehr vorstellbaren Weise umstritten war und heftigst bekämpft wurde. Kämpfen musste Bertha Middelhauve auch für das Museum, sollte das Schloss samt Ländereien, das die Familie von Diergardt nach 1950 der Stadt Leverkusen übereignet hatte, doch völlig anders genutzt werden: entweder als Teil eines noch zu gründenden Krankenhauses oder als Heimatmuseum. Mit dem ihr so eigenen, in die Zukunft gerichteten Blick, der sich auch bei anderen Vorhaben als visionär erwies, setzte sie sich durch.
„Sie hatte nie ein Problem, temperamentvoll ihre Meinung zu sagen, und wer sie teilte, mit dem verbündete sie sich, parteipolitische Grenzen spielten da keine Rolle“, beschreibt Friedrich Middelhauve einen wesentlichen Charakterzug seiner Mutter. Und woher ihr Interesse an der zeitgenössischen Kunst? Middelhauve: „An avantgardistischer Literatur und Kunst engagierten sich meine Eltern seit ihrer Jugend. In Opladen, wo sie seit 1922 an der Marienschule Deutsch, Französisch und Erdkunde unterrichtete, gründete sie schon im ersten Jahr eine Ortsgruppe des Bühnenvolksbunds und brachte dort Stücke zeitgenössischer Dichter auf die Bühne. Ein ‚Dr. Mi’ schrieb darüber manche scharfe Kritik, so lernten sich die beiden kennen. Als sie 1928 heirateten, musste Bertha Middelhauve ihren Beruf aufgeben. Ehe und staatlicher Schuldienst, das war noch immer unvereinbar.“

## Berufstätigkeit
Nach einem Studium der Germanistik, Romanistik und Geographie von 1914 bis 1921 unterrichtete sie nach eigener Angabe bereits von 1921 bis 1925 als Philologin am Lyceum Marianum (Marienschule) im damals noch selbstständigen Opladen, von 1925 bis 1926 am Lyceum Ost im ebenfalls damals noch selbstständigen Elberfeld und von 1926 bis 1928 an der Staatlichen Aufbauschule in Saarburg bei Trier.

## Politisches Engagement in der Nachkriegszeit, Frauenring
Mit dem Ende des Nationalsozialismus konnte ihr Mann Friedrich Middelhauve endlich Verleger werden. In seinem schöngeistigen Verlag erschienen die ersten Bücher von Heinrich Böll. Außerdem engagierte er sich seit der ersten Stunde politisch am Aufbau der Bundesrepublik. Bertha Middelhauve engagierte sich mit. Von der britischen Besatzungsmacht wurde sie gleich 1945 aufgefordert, einen demokratischen Frauengesprächskreis nach englischem Vorbild zu gründen. Sie tat es, war zwar danach auch Gründungsmitglied des Deutschen Frauenrings, dessen Ehrenpräsidentin sie wurde. Ihr Schwerpunkt im Leverkusener Stadtrat war die Schul- und Kulturpolitik der Stadt. Die Übernahme von Schloss Morsbroich durch die Stadt entwickelte sich zu ihrem besonderen Projekt. In ihrer weltoffenen, aufs Moderne gerichteten Denkweise konnte sie einem Heimatmuseum wenig abgewinnen, sie wollte dort das, was sie für das Beste hielt: einen herausgehobenen Ort für zeitgenössische Kunst.

## Stadträtin und FDP Fraktionsvorsitzende
In ihren Jahren als Stadträtin und Fraktionsvorsitzende der FDP 1948–1959 focht sie heiße, am Ende erfolgreiche Kämpfe für ihre weiteren Projekte: 1955 die Gründung der Berufsbildungsanstalten an der Bismarckstraße, 1956 Baubeginn des städtischen Krankenhauses im Morsbroicher Wald. 1959 verließ sie den Stadtrat, um sich ganz dem Deutschen Frauenring zu widmen, dessen Präsidentin sie im Vorjahr geworden war. Sie baute ihn aus zum starken Bestandteil internationaler Frauenarbeit.
1962 wurde ihr als erster Frau der Ehrenring der Stadt verliehen. Eine unfertige Straße – noch immer Sackgasse – soll an diese herausragende Persönlichkeit erinnern.